# Donovan (Name)
Donovan ist ein englischer Familienname, der auch als Vorname vorkommt.

## Herkunft und Bedeutung
Der Name geht auf den irischen Familiennamen Ó Donnabhain zurück, der Nachfahre von Donndubhán bedeutet. Als Vorname bedeutet Donndubhán in etwa der kleine Dunkelbraune.
- donn = braun (Altirisch) dubh = schwarz (Altirisch)[1]

## Namensträger

### A
- Alun Donovan (* 1955), walisischer Rugby-Union-Spieler
- Anne Donovan (1961–2018), US-amerikanische Basketballspielerin und -trainerin
- Anne-Marie Donovan (* im 20. Jahrhundert),  kanadische Sängerin, Regisseurin und Autorin multikultureller und multimedialer Theaterproduktionen
- Arlene Donovan (1927–2024), US-amerikanische Filmproduzentin
- Arthur Donovan (Ringrichter) (1891–1980), Schiedsrichter im Boxen und Mitglied der Boxing Hall of Fame
- Arthur Donovan (1925–2013), US-amerikanischer American-Football-Spieler, siehe Art Donovan

### B
- Bernard Donovan (* 1995), simbabwischer Fußballspieler
- Billy Donovan (* 1965), US-amerikanischer Basketballtrainer

### C
- Casey Donovan (1943–1987), US-amerikanischer Pornodarsteller, siehe Calvin Culver
- Chad Donovan (* 1972), US-amerikanischer Pornodarsteller
- Charles Donovan (1863–1951), Mitentdecker von Leishmania donovani, siehe Leishmaniose

- Conor Donovan (Schauspieler) (* 1991), US-amerikanischer Schauspieler
- Conor Donovan (Fußballspieler) (* 1996), US-amerikanischer Fußballspieler

### D
- Daisy Donovan (* 1975), britische Schauspielerin, Autorin und Produzentin
- Dan Donovan (* 1956), US-amerikanischer Politiker
- Dennis D. Donovan (1859–1941), US-amerikanischer Politiker
- Dick Donovan (James Preston Muddock; 1843–1934), britischer Journalist und Schriftsteller
- Don Donovan (1929–2013), irischer Fußballspieler und -trainer

### E
- Edward Donovan (1768–1837), britischer Zoologe
- Elisa Donovan (* 1971), US-amerikanische Schauspielerin
- Eric Donovan (* 1985), irischer Boxer

### F
- F. W. Donovan, Chemiker

### G
- Gerard Donovan (* 1959), irischer Schriftsteller

### J
- James B. Donovan (1916–1970), US-amerikanischer Jurist und Offizier
- James G. Donovan (1898–1987), US-amerikanischer Jurist und Politiker (Demokratische Partei)
- James H. Donovan (1923–1990), US-amerikanischer Politiker (Republikanische Partei)
- Jason Donovan (* 1968), australischer Sänger und Schauspieler
- Jeffrey Donovan (* 1968), US-amerikanischer Schauspieler
- Jeremiah Donovan (1857–1935), US-amerikanischer Politiker
- Jerome F. Donovan (1872–1949), US-amerikanischer Politiker
- John Anthony Donovan (1911–1991), kanadisch-US-amerikanischer Geistlicher, römisch-katholischer Bischof von Toledo
- Josephine Donovan (* 1941), US-amerikanische Autorin und Literaturwissenschaftlerin

### K
- Kelly Donovan (* 1971), US-amerikanischer Schauspieler
- Kim Donovan, US-amerikanische Schauspielerin und Synchronsprecherin

### L
- Landon Donovan (* 1982), US-amerikanischer Fußballspieler

### M
- Marion Donovan (1917–1998), US-amerikanischer Architektin und Erfinderin
- Mark Donovan (* 1999), britischer Radrennfahrer
- Martin Donovan (Regisseur) (* 1950), argentinischer Regisseur
- Martin Donovan (* 1957), US-amerikanischer Schauspieler
- Matt Donovan (* 1990), US-amerikanischer Eishockeyspieler
- Michael Donovan (Synchronsprecher) (* 1953), kanadischer Synchronsprecher, Synchronregisseur und Casting Director
- Michael Donovan (Filmproduzent) (* 1953), kanadischer Filmproduzent und Unternehmer
- Mike Donovan (Boxer) (Professor Mike Donovan; 1847–1918), US-amerikanischer Boxer
- Mike Donovan (Rennfahrer) (* 1953), britischer Rennfahrer
- Mike Donovan (Musiker) (* 1971), US-amerikanischer Musiker

### P
- Paul Donovan (Autor) (* 1954), kanadischer Drehbuchautor, Regisseur und Filmproduzent
- Paul Donovan (Leichtathlet) (* 1963), irischer Leichtathlet
- Paul Donovan (Ökonom) (* 1972), britischer Ökonom und Autor
- Paul Vincent Donovan (1924–2011), US-amerikanischer Geistlicher und katholischer Bischof von Kalamazoo

### R
- Raymond J. Donovan (1930–2021), US-amerikanischer Politiker und Manager
- Richard Donovan (Komponist) (Richard Frank Donovan; 1891–1970), US-amerikanischer Komponist, Musiker und Musikpädagoge
- Richard Donovan (Eisschnellläufer) (Richard Edward Donovan; 1901–1985), US-amerikanischer Eisschnellläufer
- Robin Donovan (* 1955), britischer Autorennfahrer

### S
- Shaun Donovan (* 1966), US-amerikanischer Politiker
- Shean Donovan (* 1975), kanadischer Eishockeyspieler

### T
- T. J. Donovan (Thomas J. Donovan jr; * 1974), US-amerikanischer Anwalt und Politiker
- Tara Donovan (* 1969), US-amerikanische Künstlerin
- Tate Donovan (* 1963), US-amerikanischer Schauspieler
- Terence Donovan, Baron Donovan (1898–1971), britischer Politiker
- Terence Donovan (Fotograf) (1936–1996), britischer Fotograf
- Terence Donovan (Schauspieler) (* 1942), australischer Schauspieler
- Terry Donovan (* 1958), irischer Fußballspieler
- Thomas Donovan (1869–1946), US-amerikanischer Politiker
- Trevor Donovan (* 1978), US-amerikanischer Schauspieler
- Tom Donovan (Baseballspieler) (1873–1933), US-amerikanischer Baseballspieler
- Tom Donovan (Regisseur) (1922–2011), US-amerikanischer Filmregisseur und Fernsehproduzent
- Tony Donovan (* 1979), US-amerikanischer Pornodarsteller

### W
- William J. Donovan (1883–1959), US-amerikanischer Jurist und Geheimdienst-Mitarbeiter

## Vorname
- Donovan Bailey (* 1967), kanadischer Leichtathlet
- Donovan Germain (* 1952), jamaikanischer Musikproduzent
- Donovan McNabb (* 1976), US-amerikanischer American-Football-Spieler
- Donovan Phillips Leitch (* 1946), britischer Musiker, siehe Donovan (Musiker)
- Donovan Ruddock (* 1963), kanadischer Boxer
- Donovan Slijngard (* 1987), niederländischer Fußballspieler